# Dadalouze
Dadalouze – francuska rzeka w departamencie Corrèze. Jest lewym dopływem Corrèze.
Rzeka ma 13 km długości.
Rzeka ma swoje źródła w gminie Ambrugeat, a uchodzi do Corrèze na północny zachód od Saint-Yrieix-le-Déjalat.